# Écriennes
Écriennes ist eine französische Gemeinde im Département Marne in der Region Grand Est. Sie hat eine Fläche von 6,35 km² und 166 Einwohner (2022).

## Geografie
Die Gemeinde Écriennes liegt acht Kilometer südöstlich von Vitry-le-François am Marne-Saône-Kanal. Umgeben wird Écriennes von den Nachbargemeinden Vauclerc im Norden, Favresse im Nordosten, Thiéblemont-Farémont im Osten, Matignicourt-Goncourt im Süden sowie Luxémont-et-Villotte im Westen.

## Bevölkerungsentwicklung
| Jahr                       | 1962 | 1968 | 1975 | 1982 | 1990 | 1999 | 2006 | 2011 | 2018 |
| -------------------------- | ---- | ---- | ---- | ---- | ---- | ---- | ---- | ---- | ---- |
| Einwohner                  | 136  | 136  | 133  | 157  | 151  | 142  | 144  | 166  | 172  |
| Quellen: Cassini und INSEE |      |      |      |      |      |      |      |      |      |

## Sehenswürdigkeiten

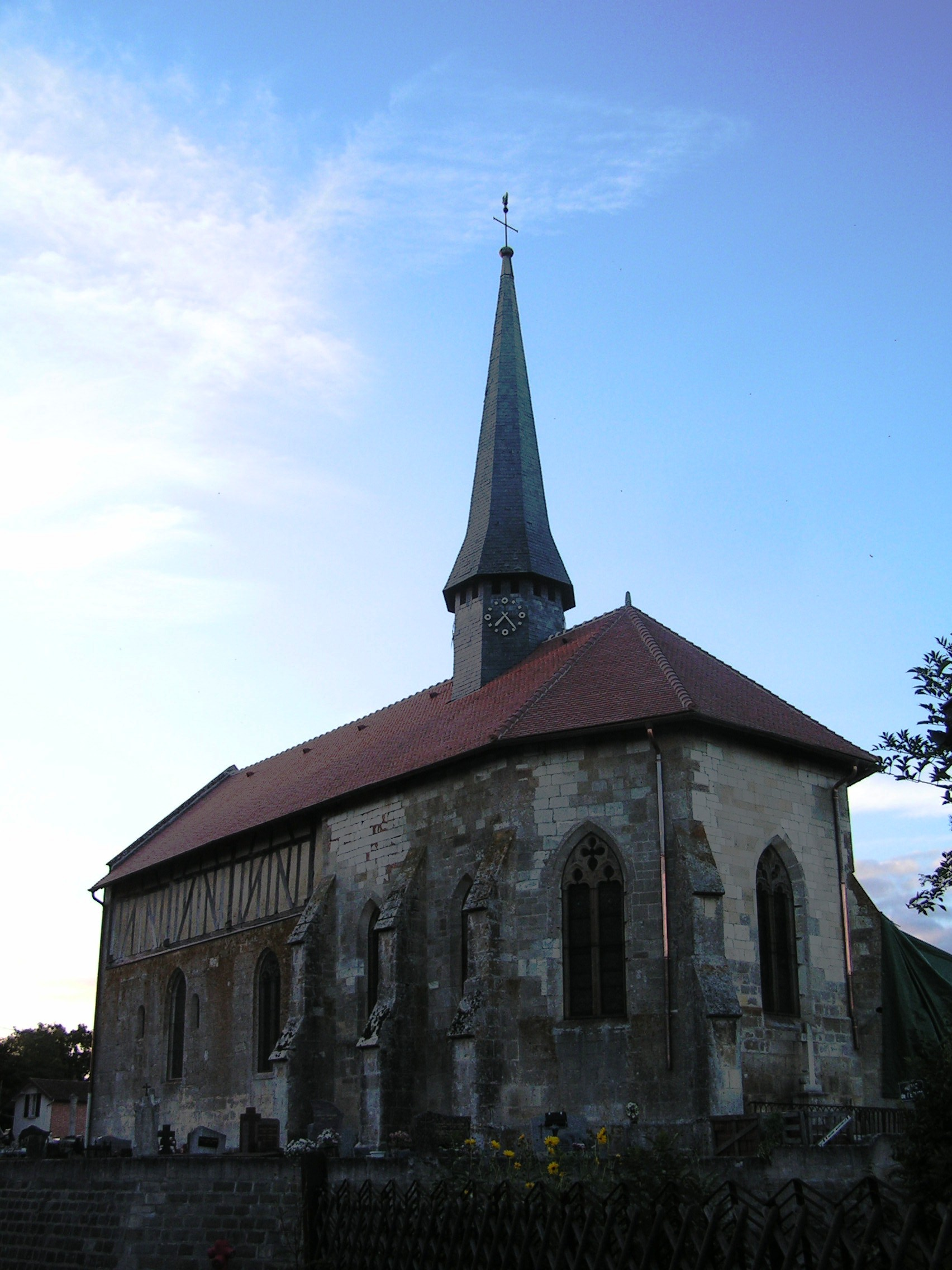
Kirche St-Hilaire

- Kirche St-Hilaire